# Shlomo Riskin

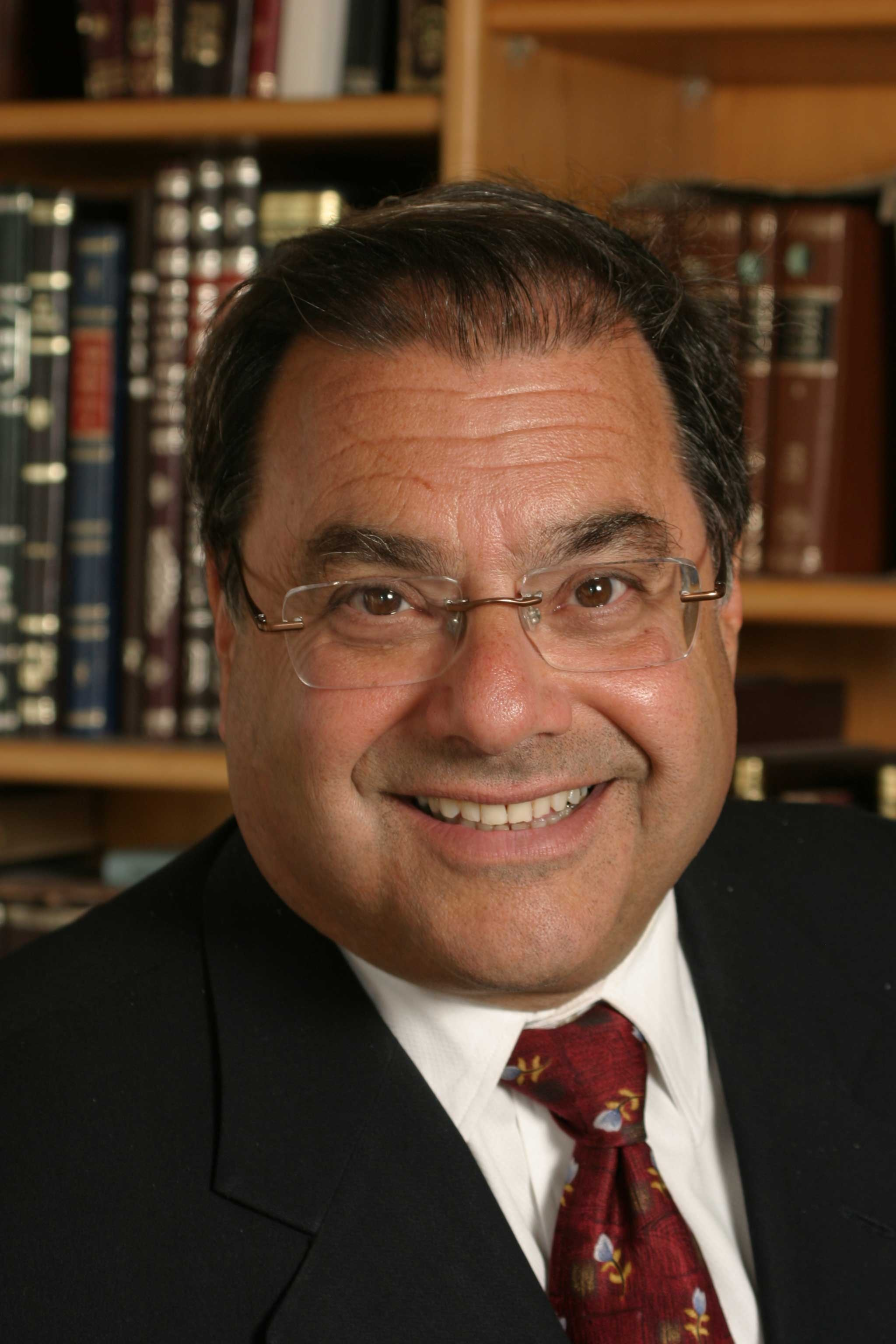
Shlomo Riskin (2010)

Shlomo Riskin (hebräisch שלמה ריסקין; geboren am 28. Mai 1940 in Brooklyn als Steven Riskin) ist ein israelisch-amerikanischer orthodoxer Rabbiner und Publizist. Er gründete ein von ihm geleitetes Netzwerk von jüdisch-orthodoxen Bildungseinrichtungen in den USA und Israel und tritt insbesondere für den christlich-jüdischen Dialog und die Stärkung der Rolle der Frau im orthodoxen Judentum ein.

## Leben
Riskin fand zu den jüdisch-christlichen Beziehungen in den frühen 1960er Jahren als Teilnehmer der Seminare von David Flusser über die christlichen Evangelien an der Hebräischen Universität Jerusalem. Riskin sah Parallelen der Lehre Jesu zum Tanach. 1964 erläuterte sein Mentor, Rabbi Joseph Soloveitchik, seine Ansichten zum interreligiösen Dialog im Aufsatz Confrontation und entwickelte darin Richtlinien dazu. Vor dem Hintergrund des Zweiten Vatikanischen Konzils und den damit verbundenen Umwälzungen in der römisch-katholischen Kirche veröffentlichte diese die Erklärung Nostra Aetate über ihr grundlegend neues Verhältnis zu den nichtchristlichen Religionen und insbesondere zum Judentum. Darin bekundete die Kirche ihre Abkehr von der These der Schuld der Juden an der Kreuzigung Jesu und gestand ein, dass der religiöse Antisemitismus eine bedeutende Rolle beim Zustandekommen der Gräueltaten gegen das jüdische Volk gespielt habe. Damit machte sie auch für die größte christliche Kirche offiziell den Weg frei für den Dialog mit den Juden. Riskin beteiligte sich daran und begann nach seinem Umzug nach Efrat im Jahr 1983, sich aktiv für den Dialog zwischen den beiden Religionen zu engagieren. Die meisten der Christen, die ihn dort zu Studienzwecken aufsuchten, waren allerdings Evangelikale. Riskin entwickelte damals einen fruchtbaren Gedankenaustausch mit christlichen Geistlichen, vergewisserte sich aber, dass deren Liebe zum jüdischen Volk nicht nur ein Mittel heimlicher Judenmission war. Die enge Kooperation mit konservativ-evangelikalen Gruppierungen und Predigern aus den USA, die ein eher mythisches Bild vom Judentum pflegen und letztlich auf eine Bekehrung der Juden nach der Wiederkehr Jesu als Messias hoffen, erregt jedoch das Misstrauen in progressiv-jüdischen Kreisen.

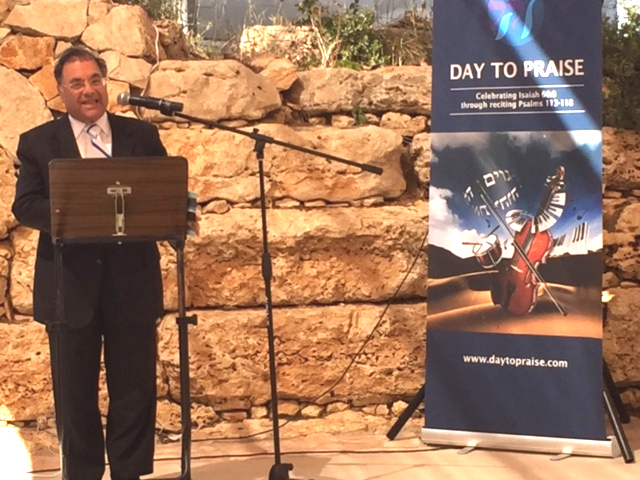
Rabbi Shlomo Riskin am zentralen Day to Praise Veranstaltung in Gush Etzion, 12. Mai 2016

2008 gründete er in Israel das  „Center for Jewish-Christian Understanding and Cooperation“ (kurz  CJCUC), um seinen Bemühungen für den christlich-jüdischen Dialog einen dauerhaften institutionellen Rahmen zu geben. Christen, die Israel bereisen, können dort die hebräische Bibel gemeinsam mit orthodoxen Rabbinern studieren und sich über die jüdischen Wurzeln des Christentums informieren. Das Zentrum widmet sich der Kommunikation zwischen den Glaubensgemeinschaften insbesondere anhand der Exegese biblischer Texte. Dabei wird auch versucht, Holocaust und  Zweiten Weltkriegs theologisch aufzuarbeiten und zu verstehen. Das Zentrum betont die theologische und historische Bedeutung des Landes Israel und den Einfluss jüdisch-christlicher Werte wie Heiligkeit des menschlichen Lebens, des Friedens und der Menschenwürde auf Kultur und Konflikte des 21. Jahrhunderts. Das CJCUC bietet für christliche Gruppen aus Übersee Tagesseminare und für Studierende und Dozenten der theologischen Fakultäten in Nordamerika und Europa Fortbildungsseminare an. Darüber hinaus hat es das Institute for Theological Inquiry als theologischen Think Tank zur wissenschaftlichen Erforschung der Unterschiede und Gemeinsamkeiten von Judentum und Christentum eingerichtet. Das CJCUC betreibt und unterstützt im Rahmen seines interreligiösen Auftrages zahlreiche soziale und akademische Programme, z. B. ein Hilfsprogramm für finanziell benachteiligte christliche Palästinenser.
Riskins Bemühungen werden von der Paul Singer Foundation, von der Zion’s Gate International Foundation, von John Hagee und der israelischen Familie Hertog sowie dem israelischen Justizministerium finanziell unterstützt.
Zur Stärkung der Rolle von Frauen im orthodoxen Judentum hat Riskin eine Reihe von Vorstößen unternommen. So entschied er, dass Frauen ein eigenes Torafreudenfest feiern können. Er war Mitbegründer des orthodoxen Frauenseminars Midreshet Lindenbaum und 2014 erschien mit  seiner rabbinischen Zustimmung  das erste von Frauen verfasste Buch halachischer Entscheidungen. Dessen Autorinnen Idit Bartov und Anat Novoselsky wurden von Riskin ordiniert, nachdem sie fünf Jahre lang an der Midreshet Lindenbaum die Halacha  studiert und die gleiche Prüfung wie männliche Rabbinerkandidaten abgelegt hatten. 1991 erreichte Riskin beim  israelischen Obersten Gericht, dass Frauen zum Beratenden Mitglied eines Religionsgerichtes berufen werden konnten. In der Folge organisierte er einen entsprechenden Ausbildungsgang  für Frauen, dessen Absolventinnen sich insbesondere für Agunot einsetzen, deren Ehemänner ihnen einen Scheidebrief hartnäckig verweigern. Riskin tritt dafür ein, solche Missbrauchsfälle bereits in der Ketubba auszuschließen.

## Veröffentlichungen in Auswahl
- Around the family table: A comprehensive "bencher" and companion for Shabbat and festival meals and other family occasions. Urim, 2005, ISBN 965-7108-61-6.
- The Passover Haggadah with a traditional and contemporary commentary. Ktav Publishing, 1984, ISBN 0-88125-014-7.
- Torah Lights: Bereshit: Confronting Life, Love & Family. Maggid Books. 2009, ISBN 1-59264-272-1.
- Torah Lights: Exodus defines the birth of a nation. Ohr Torah Stone, 2009, ISBN 965-7108-63-2.
- Torah Lights: Vayikra Sacrifice, Sanctity and Silence. Maggid Books, 2009, ISBN 1-59264-274-8.
- Listening to God: Inspirational stories for my grandchildren. Maggid Books, 2010, ISBN 1-59264-292-6.